# الملاح التائه
حكاية الملاح التائه  أحد أعمال الأدب المصري القديم التي ترجع لعصر الدولة الوسطى، والتي تدور حول رحلة إلى «مناجم الملك». البردية التي تحتوي على القصة محفوظة في المتحف الامبراطوري في سان بطرسبرغ، وليس هناك معلومات حول المكان الأصلي التي تم العثور عليها فيه.

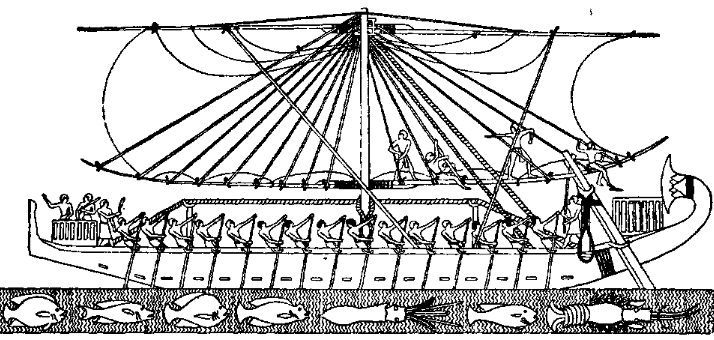
صورة لأحد السفن التجارية الكبيرة التي أرسلتها حتشبسوت إلى بنط. من معبد حتشبسوت.

تعد حكاية الملاح التائه أقدم القصص التي تروي حكايات البحارة الذين تغربوا عن بلدانهم، مثل حكاية السندباد البحري وروبنسون كروزو. تجسد القصة مشاعر الوحدة والخوف من الموت في بلد أجنبي، وهو موضوع تكرر في الأدب المصري.

## القصة
تدور الحكاية حول الملاح الذي يعود من رحلة استكشافية فاشلة، ويقص على الوزير قصة اصطدام سفينته بجزيرة مع تعهده بهدايا للملك. فقد أبحر في مجموعة من البحارة على ظهر سفينة ضخمة في رحلة إلى المناجم. وبينما هم مبحرون هبت عليهم عاصفة أغرقت السفينة ولم ينج سواه، بعدما تشبث بلوح من الخشب، إلى أن ألقته الأمواج على ظهر جزيرة غريبة، حيث وجد المأوى والغذاء في الجزيرة التي قال أن فيها كل ما تتمناه.
وبينما كان يقدم قرابين للآلهة، بدأت الأرض تهتز وفجأة برز ثعبان عملاق يتقدم نحوه. سأله الثعبان ثلاث مرات من الذي جاء به للجزيرة. لم يستطع الملاح الإجابة، فأخذه الثعبان إلى بيته وسأله ثلاث مرات نفس السؤال. حكى الملاح وهو يرتعد قصته، وأنه كان في مهمة ملكية. طمأنه الثعبان وقال له أنه في مأمن وأن الله هو من نجّاه، وأنه سيتم إنقاذه بعد أربعة أشهر، حيث سيعود لبلده على ظهر سفينة. وحكى له الثعبان أنه واحد من 75 ثعبانًا عاشت على الجزيرة بالإضافة إلى إبنته الصغيرة، وأن نجمًا سقط فأحرق بقية الثعابين والطفلة وبقى هذا الثعبان وحده.
وعد الملاح الثعبان بأنه سوف يحكى للملك قصة الثعبان، وسيرسل له هدايا قيمة كثيرة، بما في ذلك المر والبخور وغيرها. ضحك الثعبان فلم تكن جزيرته بحاجة إلى أي شيء يمكن أن يحضره البحار، وأن الجزيرة ستغرق في البحر الذي جاءت منه بعد أن يرحل الملاح. وصلت السفينة، وأهدى الثعبان للملاح هدايا من العاج والكحل والعطور الفاخرة والتوابل والأخشاب ليأخذها معه إلى مصر. عاد الملاح لوطنه وأهدى الملك الهدايا التي حملها من الجزيرة، فأكرمه الملك وأهداه عبيد.

## اقرأ أيضا
- معبد حتشبسوت
- بنط

## وصلات خارجية
- Hieratic text and hieroglyphic transcription of the tale This is one of the more important online sources of hieratic text and hieroglyphic transcription. It is maintaied by Stephen Fryer.
- English translation by W. M. Flinders Petrie
- The hieroglyphic of The Shipwrecked Sailor, following the transcription on pp. 41-48 of Blackman (1932).